# Olof Bromelius
Olof (Olaus) Bromēlius, född 24 maj 1639 i Örebro, död 5 februari 1705 i Göteborg, var en svensk läkare och botanist.

## Biografi
Olof Bromelius var son till handelsmannen och kämnären i Örebro Olof Gunnarsson Bromelius och Ingeborg Gudmundsdotter Krok. Efter skolstudier vid Strängnäs gymnasium började han sina medicinska studier vid Uppsala 1657 och blev medicine doktor vid Leidens universitet 1673. År 1667 blev han privatpraktiserande läkare i Stockholm samt förordnades 1668 till "herborist" och uppsyningsman över stadens apotek. Åren 1672-1674 var han ambassadläkare i England, Holland och Tyskland. Tillbaka i Sverige blev han 1675 medlem av Collegium medicum, stadsläkare (Ordinarius Stadz Physicus) i Göteborg 1691 samt provinsialläkare där.
Från 1676 var Bromēlius ledamot i kommissionen över "trolldomsväsendet" under det stora oväsendet.
I Göteborg köpte Bromēlius en fastighet vid Södra Hamngatan, med nuvarande nummer 45.
Hans botaniska intresse blommade i Göteborg och det är här böckerna Lupn-logia (1687) och Chloris gothica (1694), som är den första svenska provinsfloran, kom till. Bromēlius botaniska bibliotek ansågs vara det största i landet. Efter Bromelius död fick hans son Magnus (1679-1731) ärva samlingarna av herbarier, myntkabinett samt biblioteket.

## Familj
I början av sin vistelse i Stockholm förlovade han sig med Maria Fogdonia, en prästdotter från Örebro. De gifte sig aldrig, men fick sonen Olof, varefter modern avled vid förlossningen. Han ingick äktenskap 1677 med Agnes Svinhufvud af Qualstad, och de fick sonen Magnus, som adlades von Bromell. Sonen Olof uppfostrades vid hertig Adolf Johan hov på Stegeborgs slott.

## Eftermäle
Växtsläktet Bromelia uppkallades av Carl von Linné efter Bromelius.